# Wolfgang Zilzer
Wolfgang Zilzer, Pseudonyme in den USA: Paul Andor und John Voight, (* 20. Januar 1901 in Cincinnati, Ohio, USA; † 26. Juni 1991 in Berlin) war ein deutschamerikanischer Schauspieler.

## Leben
Zilzer wurde als Kind deutsch-jüdischer Eltern in den Cincinnati geboren, wo sein Vater Max Zilzer als Schauspieler an einem Theater engagiert war. Die Mutter starb kurz nach Wolfgangs Geburt. Im Alter von vier Jahren kam er mit seinem Vater nach Deutschland und machte bald als begehrter Kinderdarsteller Karriere auf der Bühne. Mit 14 Jahren drehte er seinen ersten Film. Es folgten Haupt- und Nebenrollen in zahlreichen Stummfilmen, wo sich Zilzer als Darsteller zurückhaltend-schüchterner Charaktere etablierte.
Im Sommer 1930 nahm Zilzer Schallplatten für die neu gegründete Berliner “Deutsche Crystalate GmbH” (Label Kristall) als Refrainsänger mit den Orchestern von Herbert Fröhlich und Bernard Etté auf. Bekannt sind außerdem zwei Aufnahmen mit ihm und der „Berliner Rundfunk-Kapelle“ Gerhard Hoffmann auf dem Label Kalliope.
Anfang der 1930er-Jahre versuchte Zilzer sein Glück in den Vereinigten Staaten, kam dort jedoch nur an kleinere Rollen. Er kehrte nach Deutschland zurück und floh nach der Machtergreifung der Nationalsozialisten nach Paris, wo er an den französischsprachigen Fassungen einiger Hollywood-Produktionen mitwirkte.
1935 ging Zilzer abermals zurück nach Deutschland und engagierte sich dort für den Jüdischen Kulturbund. 1937 verließ er Deutschland endgültig, stellte erst bei dieser Gelegenheit fest, dass er sich durch seine Geburt in den Vereinigten Staaten automatisch im Besitz der US-Staatsbürgerschaft befand, und kam in Hollywood an einige Rollen in Filmen von Ernst Lubitsch. Für Auftritte in Anti-Nazi-Streifen wählte Zilzer zunächst das Pseudonym John Voight (auch Voigt), um seinen noch in Berlin lebenden Vater nicht zu gefährden. Dennoch wurde Max Zilzer 1943 bei einem Gestapo-Verhör mit Fotos seines Sohnes aus dem Anti-Nazi-Film Confessions of a Nazi Spy konfrontiert und starb kurz darauf unter ungeklärten Umständen in einem Krankenhaus. Später nahm Wolfgang Zilzer den Künstlernamen Paul Andor an.

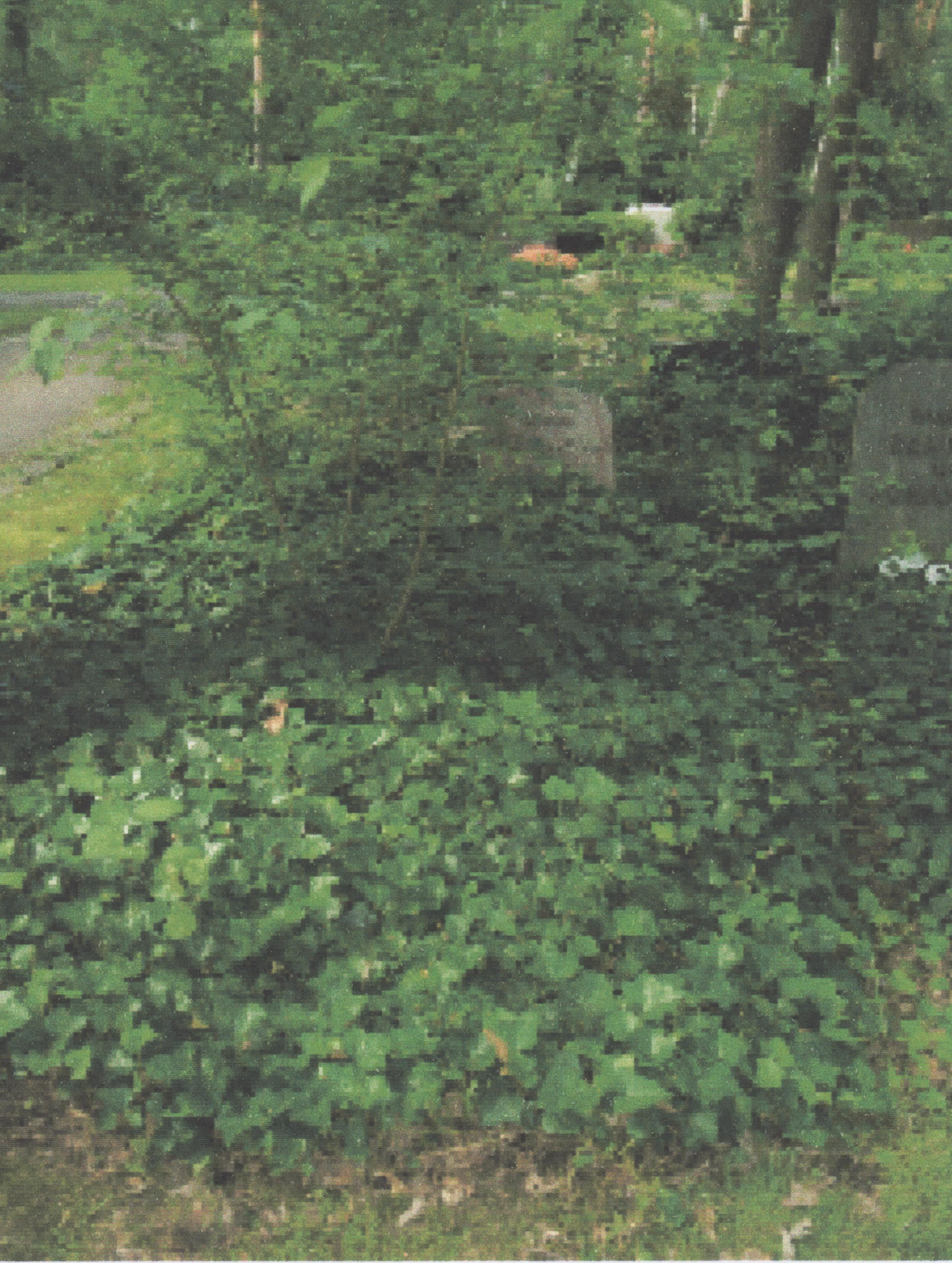
Grabstätte von Wolfgang Zilzer

Bei Dreharbeiten lernte er die 1934 aus Deutschland geflohene jüdische Schauspielerin Lotte Palfi kennen. Beide spielten 1942 auch in dem Kultfilm Casablanca. Ihre kleinen Rollen als „Der Mann mit den abgelaufenen Papieren“ und „Die Frau, die ihre Diamanten verkaufen muss“ führten zwar zu keiner Erwähnung ihrer Namen im Abspann, blieben bei der ständig wachsenden Fangemeinde des Streifens jedoch in dauerhafter Erinnerung.
Als nach dem Krieg Hollywoods Bedarf an deutschen Charakterdarstellern nachließ, kehrten Wolfgang Zilzer und Lotte Palfi-Andor zur Bühne zurück (z. B. Juni 1945 Auftritt in Bertolt Brechts Furcht und Elend des Dritten Reiches unter der Regie von Berthold Viertel). Zilzer fand auch immer wieder Engagements in Deutschland. Nachdem seine Frau 1976 einige Aufmerksamkeit in dem Thriller Der Marathon-Mann (mit Dustin Hoffman und Laurence Olivier) erregt hatte, kamen die beiden im hohen Alter auch wieder an kleine Filmrollen in Hollywood.
Ende der 1980er-Jahre erkrankte Wolfgang Zilzer schwer an Parkinson und kehrte nach Deutschland zurück, um dort zu sterben. Lotte Palfi-Andor wollte diesem Schritt nicht folgen. Die Ehe wurde kurz vor beider Tod 1991 geschieden.
Seine Grabstätte befindet sich auf dem Waldfriedhof Zehlendorf in Berlin-Nikolassee (Grabstätte 036-324).

## Filmografie (Auswahl)
- 1915: Der Barbier von Filmersdorf
- 1917: Die Spinne
- 1917: Der Blusenkönig
- 1923: Das alte Gesetz
- 1927: Das Heiratsnest
- 1927: Das Erwachen des Weibes
- 1927: Primanerliebe
- 1927: Die Geliebte des Gouverneurs
- 1927: Die weiße Spinne
- 1927: Venus im Frack
- 1927: Alraune
- 1928: Evas Töchter
- 1928: Lemkes sel. Witwe
- 1928: Ossi hat die Hosen an
- 1928: Die Carmen von St. Pauli
- 1928: Therese Raquin
- 1928: Hotelgeheimnisse
- 1929: Die Frau im Talar
- 1929: Geschminkte Jugend
- 1929: Das Recht der Ungeborenen
- 1929: Mädchen am Kreuz
- 1929: So ist das Leben
- 1930: Boykott
- 1930: Zapfenstreich am Rhein
- 1930: Lohnbuchhalter Kremke
- 1931: Der Hochtourist
- 1932: Razzia in St. Pauli
- 1938: Blaubarts achte Frau (Bluebeard’s Eighth Wife)
- 1939: Hitler – Beast of Berlin
- 1939: Ich war ein Spion der Nazis (Confessions of a Nazi Spy)
- 1939: Ninotschka (Ninotchka)
- 1941: So Ends Our Night
- 1941: Forbidden Passage
- 1941: Agenten der Nacht (All Through the Night)
- 1942: Sein oder Nichtsein (To Be or Not to Be)
- 1942: Der unsichtbare Agent (Invisible Agent)
- 1942: Casablanca
- 1942: The Devil with Hitler
- 1943: Hitler’s Madman
- 1943: The Strange Death of Adolf Hitler
- 1944: Enemy of Women
- 1945: Weekend im Waldorf (Week-End at the Waldorf)
- 1945: Hotel Berlin
- 1945: Stairway to Light (Kurzfilm)
- 1962: 90 Minuten nach Mitternacht
- 1963: Der Chef wünscht keine Zeugen
- 1967: Das Tagebuch der Anne Frank (The Diary of Anne Frank) (Fernsehfilm)
- 1983: Lovesick – Der liebeskranke Psychiater (Lovesick)
- 1987: Der Passagier – Welcome to Germany

## Tondokumente
Der Katalog des Musikarchivs bei der Deutschen Nationalbibliothek kennt 11 Titel von Zilzer:
- Kristall Electro Record:

3083 (mx. C 505.1) Wenn die Elisabeth nicht so schöne Beine hätt. Foxtrot (Katscher, Farkas, Herczeg) aus “Die Wunder-Bar” / (mx C 507.1) Kannst du mir noch einmal verzeih’n. Lied und Tango (Katscher, Farkas, Herczeg) aus “Die Wunder-Bar”
Herbert Fröhlich und sein Orchester. Refrain: Wolfgang Zilzer.
3084 (mx. C 509) Guck’ doch nicht immer nach dem Tangogeiger hin! Lied u. Tango (Musik u. Text: Friedrich Hollaender)
Herbert Fröhlich und sein Orchester. Refrain: Wolfgang Zilzer
Imperial 3094 (mx. C 510.1) Veronika, der Lenz ist da. Foxtrot (Jurmann – Rotter)
Herbert Fröhlich und sein Orchester. Refrain: Wolfgang Zilzer.
3085 (mx. C 513) In deinen Augen suchte ich das Glück. Waltz a. d. Tonfilm "Die Jugendgeliebte" (Schmidt-Gentner – Reisfeld) / (mx. C 504.1) Micky Maus. Foxtrot a. d. gleichnamigen Tonfilm (Carlton – Reisfeld)
Herbert Fröhlich und sein Orchester. Refrain: Wolfgang Zilzer.
3086 (mx. C 517.1) Was dein Blick verspricht. Foxtrot a. d. Tonfilm “Der große Gabbo” (Titsworth / Rillo, Robinson) / (mx. C 511.1) Ha, ha, ha! Dann lach ich. Foxtrot a. d. Tonfilm “Der große Gabbo” (Zany, Namee / Gilbert, Robinson) Herbert Fröhlich und sein Orchester. Refrain: Wolfgang Zilzer.
3088 (mx. C 514) Man liebt nur einmal. Tango (Dostal – Rillo) / (mx. C 515) Was mir dein Mund heiß verspricht. Tango (Ailbout – Springefeld) Bernard Etté und sein Orchester. Refrain: Wolfgang Zilzer.
3089 (mx. C 516.1) Eine kleine Sehnsucht, Tango (Musik u. Text: Fr. Holländer)
Bernhard Etté und sein Orchester, Refrain: Wolfgang Zilzer.